# Big Bang (discográfica)
Big Bang fue una discográfica independiente de Andalucía (España), activa entre diciembre de 1992 y febrero de 2003. Trabajó básicamente con flamenco, blues y rock, aunque también editó interesantes discos de jazz y tango. Radicada en Granada, contó entre sus artistas con 091 y Enrique Morente.
La discográfica, contó con varios sellos, más o menos especializados en distintos tipos de música.

## Sello Big Bang
Aunque inicialmente este selló incluyó varios tipos de música, con el tiempo se conformó como el sello especializado en blues, jazz y flamenco.

### Blues
El primer disco que publicó la discográfica, en diciembre de 1992, bajo este sello, fue precisamente Negro en tierra de blancos, de La Blues Band de Granada. Después llegaron discos de los principales grupos de blues del sur de España: Caledonia Blues Band, Los Lagartos, Graham Foster, Richard Ray Farrell & Jimmy Carl Black (quien fuera batería de Frank Zappa), Ferroblues, The Blues Machine, Blues Blasters, conformando uno de los principales catálogos del género en España.
La línea de flamenco, sin duda, fue la que más proyección dio a la discográfica granadina, hasta el punto de que, en el período 1998-2003, siempre se mantuvo como destacada en las principales revistas del género, en papel o virtuales, como deflamenco.com, además de licenciar un buen número de producciones en Europa, EE. UU., Japón, e incluso en países como Turquía. La cuidada edición de los discos y el optar por líneas innovadoras, por un lado, y de recuperación de cantes antiguos, por otro, le dieron una imagen personal y reconocible. De las series editadas, destacan El Cante Antiguo, en la que se publicaron grabaciones nuevas de cantaores viejos de Andalucía Oriental y, por supuesto, El Cante de las Minas, que recogía las grabaciones del concurso anual celebrado en La Unión.
Entre los artistas de flamenco de Big Bang, destacan Enrique Morente, el guitarrista Carlos Piñana; los cantaores Curro Piñana, Antonio Fernández, Diego Clavel, Antonio Agujetas, Carmen Carmona, Alfredo Arrebola o José Serrano; y los grupos, Los Activos, Ea!...

### Jazz
Aunque nunca fue una línea prioritaria de Big Bang, se editaron algunos interesantes discos de músicos radicados en Andalucía. Entre ellos, el primer álbum de Hilando Cielos (1993) y, especialmente en los últimos años de vida del sello, Identity (2002), del saxofonista Nardy Castellini, disco que fue elegido por la revista francesa Jazz Hot como uno de los 10+1 mejores discos de jazz latino del año. También cabe destacar los discos del pianista Henry Vincent Kneuer y, sobre todo, del también pianista holandés, Edwin Berg. Además, publicó varios recopilatorios del Festival Jazz en la Costa.

### Música electrónica
Otra línea, no principal, pero sí abundante en ediciones, fue la música electrónica. A partir de 1994, la discográfica fue publicando a algunos de los principales músicos del género en Andalucía. Destaca, el disco colectivo Reunión, con obras de Leo Filloy, Sergio Moure y Juan Manuel Cidrón.

## Sello Pop Quark
Es el sello dedicado al rock y pop, aunque las primeras ediciones del género (hasta 1995) se hicieron bajo el sello Big Bang, básicamente grupos de proyección local. El primer disco que apareció bajo el nuevo sello, fue Todo lo que vendrá después, del grupo '091, una de las bandas más importantes en la historia del rock andaluz. A continuación vinieron Último Concierto (1996), la despedida de la mítica banda, y los nuevos proyectos de sus miembros: Sin Perdón, la banda del cantante, José Antonio García, y los cuatro primeros discos de José Ignacio Lapido, el guitarrista y compositor de 091.
Precisamente Último Concierto, marcó el top de ventas de la compañía, y se editó igualmente un video. Todos los derechos de estos discos, pasaron, a la desaparición de Big Bang, a propiedad de Lapido, por lo que se han editado nuevamente con un nuevo sello.
En este sello, se editó también el único disco publicado en España del grupo irlandés Aslan, Here comes Lucy Jones, que había alcanzado el número uno en los charts de su país; así como discos de otros interesantes grupos granadinos: Christiania, Mama Baker... Además de los discos oficiales del Festival Espárrago Rock de los años 1996 y 1997.

## Sello BBG Latino
Era un sello que funcionaba, en alguna medida, como cajón de sastre, aunque dentro del mismo había varias líneas bien definidas. Especialmente la colección Tango en Granada, que editó, entre 1994 y 1999, las grabaciones del Festival Internacional de Tango de Granada, con todas las grandes figuras del género: Osvaldo Requena, Osvaldo Tarantino, Roberto Goyeneche, El Paya Díaz, Leopoldo Federico, etc. Buena parte de estas grabaciones se exportaron o licenciaron por todo el mundo, a través del sello anglo-americano ARC. Entre las recopilaciones, cabe citar Tango around the world, con grupos de hasta 18 países diferentes.
En este sello, se editaron también discos de cantautores andaluces, como Enrique Moratalla, Miguel Aguilera o Esteban Valdivieso.

## Evolución y crisis de la discográfica

### Evolución
Creada en noviembre de 1992, Big Bang comenzó a tener una verdadera proyección de ámbito nacional, en 1995, con el fichaje de 091 y con su consolidación como sello de blues y flamenco. 
En 1995, junto con otras empresas andaluzas (Pussycat Records, Lunadisco, Pasarela, Cambayá, etc.), fundó la Asociación de Empresas Discográficas de Andalucía (AEDA), con la que se intentó impulsar el sector. AEDA se incorporó a la Federación Internacional de Productores Independientes (FIPI), con sede en Bruselas, en 1998, formando parte de su Comisión Ejecutiva José Visedo, presidente de AEDA a la vez que productor y director de Big Bang.
Entre 1996 y 1999, la compañía tuvo su mayor desarrollo y obtuvo sus mejores resultados empresariales, abriendo las líneas de exportación y llegando a tener hasta 6 empleados, lo que estaba por encima del tamaño medio de las independientes nacionales.

### Crisis
La crisis del sector, inducida especialmente por la duplicación de discos en circuitos sumergidos (top manta) y la posibilidad de descargarse música desde internet, afectó de forma directa y grave a las pequeñas empresas andaluzas, y a partir del año 2000, Big Bang entró en un período de fuerte descenso de ventas y pérdidas, a pesar de que, precisamente, los años siguientes fueron artísticamente los más productivos para sus sellos.
Curiosamente, en estos años (2000-2002), Big Bang logró situarse en su mejor posición relativa en el ranking de discográficas españolas. En un estudio realizado en diciembre de 2003 por AEDA y la Consejería de Economía de la Junta de Andalucía, con datos de AGEDI y AFYVE, Big Bang tenía en 2002 la cuarta mejor cuota de presencia en el mercado nacional de entre las compañías andaluzas (sólo superada por Senador, Pasarela y Fonográfica del Sur -FODS) y se situaba como la 48.ª a nivel nacional, entre las 175 analizadas. Lo que no obstó para que su débil estructura financiera no fuera capaz de soportar la crisis.
Finalmente, en febrero de 2003, la compañía cerró definitivamente. Parte de la gestión de sus fondos se la quedó su distribuidora, la discográfica madrileña Karonte Records, aunque algunas producciones fueron entregadas a los músicos, como en el caso de 091 y José Ignacio Lapido.

### Publicaciones
- AEDA-Consejería de Economía: Situación del Sector Discográfico Andaluz. Diciembre de 2003